# Riki Ott
Vous pouvez aider à l'améliorer ou bien discuter des problèmes sur sa page de discussion.
- La traduction doit être revue. Le contenu est difficilement compréhensible à cause d’erreurs de traduction, peut-être dues à l’utilisation d’un logiciel de traduction automatique. (Marqué depuis décembre 2016)

Riki Ott (née le 8 août 1954) est une pélago-toxicologiste et activiste de Cordova, Alaska. Ott a été fréquemment introduite en tant qu' "expert dans les déversements de pétrole (marées noires)" dans ses nombreuses apparitions médiatiques pendant le pic de la couverture informationnelle du déversement de pétrole de BP Deepwater Horizon de 2010,,. Après avoir fini son doctorat en toxicologie sédimentaire à l'université de Washington, Ott s'est déplacée vers Alaska et a commencé une affaire de pêche. Quand le déversement de pétrole Exxon Valdez a perturbé l'économie locale, basée sur la pêche, elle est devenue activiste pour l'environnement. Depuis ce déversement, elle a participé dans des disputes légales et de relations publiques avec la compagnie Exxon.
Ott s'est impliquée plus récemment[Quand ?] dans le mouvement pour finir la personnalité des entreprises par un amendement constitutionnel. Elle a aussi visité à plusieurs reprises le Golfe de Mexique dans le sillage du déversement, lequel, soutient-elle, cause des conséquences de santé similaires au déversement d'Exxon de 1989.

## Formation
Ott a grandi en Wisconsin. Elle a été inspirée par Printemps silencieux de Rachel Carson et a décidé de suivre une éducation dans la biologie marine près de l'océan. Elle a obtenu une Licence Sciences au Colby College en 1976; une Maîtrise Sciences (avec un focus spécial sur le comment le pétrole affecte le zooplancton) à l'Université de Caroline du Sud en 1980 et un Doctorat en toxicologie des sédiments à l'Université de Washington en 1985. Après avoir complété son éducation académique, elle a démarré une affaire de pêche commerciale dans la Baie du Prince-William.

## Ledéversement de pétrole d'Exxon Valdez
(mars 2016).

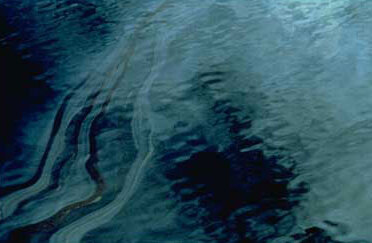
Ott a survolé le déversement de pétrole d'Exxon Valdez le lendemain de l'accident (1989)

Ott travaillait à Cordova, Alaska en 1989 quand l'Exxon Valdez échoua sur le Récif Bligh tout proche. Le déversement de pétrole subséquent (alors le plus grand dans l'histoire des États-Unis) a eu d'importantes conséquences pour l'écosystème local et pour Cordova. Ott a participé à la réponse juridique à Exxon et est devenue activiste et organisatrice. En tant que biologiste marin et participante à l'industrie de la pêche, Ott est rapidement devenue un porte-parole clé pour les touchés par le déversement,,. Elle a aidé à la rédaction de parties du Oil Pollution Act (la Loi sur la pollution à pétrole) de 1990, qui a autorisé la création du Conseil consultatif citoyen régional de Prince William Sound et a appelé à l'introduction des pétroliers à double coque,.
Ott a continué de vivre et travailler dans la ville de Cordoba, de 2 500 personnes, laquelle a subi un effondrement économique et social dans le sillage de du déversement de pétrole. Elle dit que Cordova a également été touchée par un "déversement d'argent" d'Exxon, qui a divisé la communauté par le paiement fait à certaines personnes pour le nettoyage du déversement, tout en excluant d'autres.
Ott est en vedette dans le film "Black Wave" ("La vague noire") de 2009, qui traite de l'histoire de la bataille juridique de Cordova avec Exxon.
Tom Cirigliano, responsable des relations médias pour Exxon, a soutenu qu'Ott surestime la quantité de pétrole déversé et sous-estime la réponse de l'entreprise à l'événement.

## Le déversement de pétrole de BP Deepwater Horizon

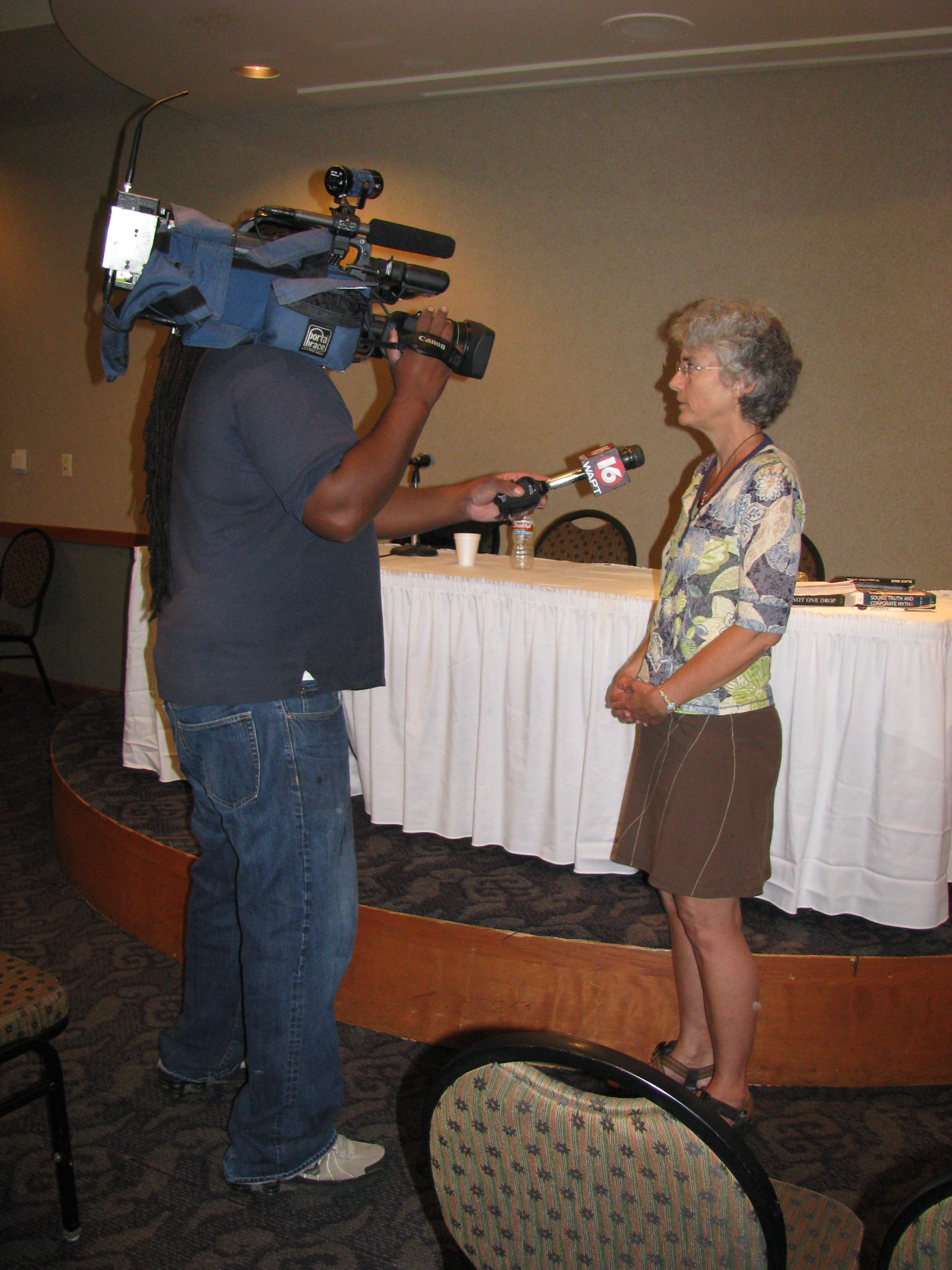
Entretien radio, Mississippi

Lorsque le déversement de pétrole de BP Deepwater Horizon de 2010 a éclipsé la perte de l'Exxon Valdez, comme la plus grande catastrophe de ce genre de l'Amérique , Dr. Ott voyagea jusqu'au Golfe du Mexique pour évaluer les dommages causés par le déversement et pour parler avec les communautés touchées. Elle a dit que les gens connaissaient des problèmes de santé graves et mouraient en raison du pétrole trouvé dans leur sang. Dans un entretien avec Rose Aguilar, elle a exprimé sa préoccupation au sujet des problèmes de santé dans le Golfe après le déversement, décrivant certains qui avaient évacué et critiquant les fonctionnaires pour leur réponse. Elle a mis en garde les travailleurs impliqués dans le nettoyage du gâchis de se méfier des effets sur la santé que pouvait avoir l'aller près de la nappe de pétrole, en disant que ceux qui avaient été touchés par le déversement de l'Exxon Valdez avaient subi des conséquences de nature médicale à long terme. Elle a également mis en garde les travailleurs de se prémunir contre les dangers d'un autre "déversement d'argent". Elle a également mis en garde les travailleurs de se prémunir contre les dangers d'un autre "déversement d'argent".
Ott a critiqué BP pour l'utilisation de Corexit afin de disperser l'huile, qu'elle allègue être toxique pour les humains. En août 2010, elle a écrit une lettre ouverte à l'Environmental Protection Agency (l'Agence pour la Protection de l'Environnement), alléguant que des dispersants étaient encore utilisés dans le secret et exigeant que l'EPA prenne des mesures. La lettre a été publiée dans le Huffington Post. La lettre a été publiée dans le Huffington Post.

## La personnalité des entreprises

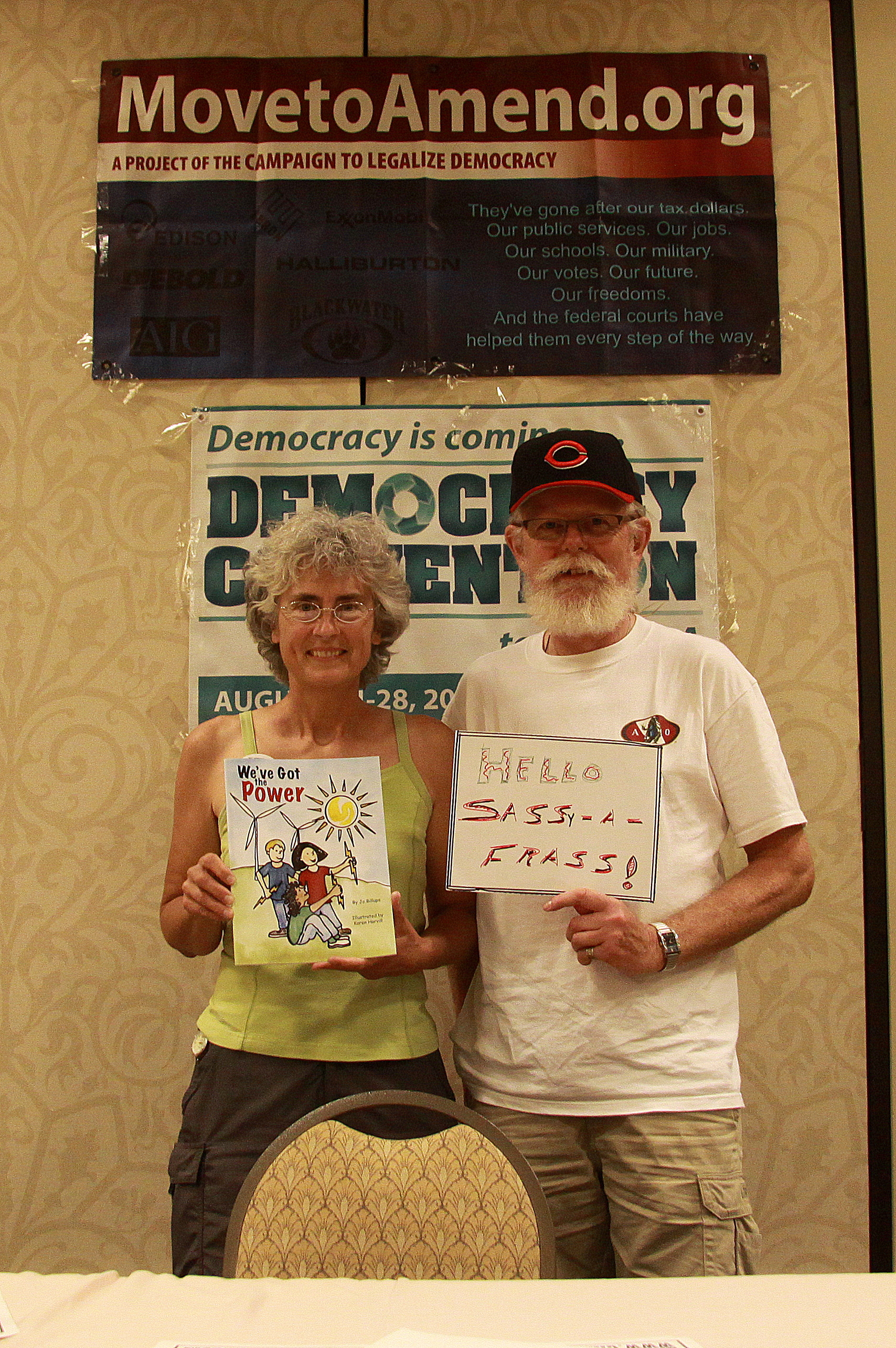
Ott promuant un Amendement constitutionnel pour finir la personnalité des entreprises

Ott s'oppose à la doctrine juridique de la personnalité des entreprises (qu'elle remonte à 1886) et soutient la modification de la Constitution des États-Unis afin de préciser que les sociétés ne possèdent pas de droits humains. Elle soutient que les sociétés utilisent la personnalité pour demander des privilèges extraordinaires. Elle cite, par exemple, la tentative d'Exxon à réintégrer le Prince William Sound- après avoir été banni de la zone par l'Oil Pollution Act de 1990-en revendiquant un droit conforme au Cinquième Amendement.
Une «épiphanie» à propos de la personnalité des entreprises est venue à Ott pendant la lutte contre Exxon, au cours de laquelle elle a cherché à répondre à la question: «Comment les entreprises sont-elles devenues tellement grandes qu'elles puissent manipuler le système juridique?»

## Livres par Ott
- Alaska's Copper River Delta. University of Washington Press: 1998.  (ISBN 9780295977430).
- Sound Truth and Corporate Myth$: The Legacy of the Exxon Valdez Oil Spill. Dragonfly Sisters Press: 2005.  (ISBN 0964522667). Republished in 2007 by Chelsea Green,  (ISBN 9780964522664)
- Not One Drop: Betrayal and Courage in the Wake of the Exxon Valdez Oil Spill. Chelsea Green: 2008.  (ISBN 9781933392585).

## Liaisons externes
- Site officiel
- Le blog de Riki Ott chez Huffington Post
- Le site officiel de Black Wave: The Legacy of the Exxon Valdez (La vague noire: L'héritage d'Exxon Valdez)
- Regarder Accidental Activist: The Riki Ott Story (L'activiste accidentel: L'histoire de Rikki Ott)
- Regarder "Black Wave: The Legacy of the Exxon Valdez"
- Prince William Sound Regional Citizens' Advisory Council
- Entretien vidéo avec Ott, discutant le déversement de pétrole de BP (octobre 2010)